# Die Räuberhöhle im Walde
Die Räuberhöhle im Walde ist ein Märchen (AaTh). Es steht in Johann Wilhelm Wolfs Deutsche Hausmärchen an Stelle 12.

## Inhalt
Ein Schäfersjunge wird vom Vater fortgejagt. Er findet eine Höhle im Wald mit drei Räubern, die haben eine Geldbörse, die nie leer wird, einen Mantel, der einen überall hinbringt, und ein Schwert, das alles köpft. Er wartet, während sie zechen und einschlafen, dann isst er in Ruhe, nimmt ihnen die Wunderdinge ab und wünscht sich zur Stadt. Sein Reichtum beeindruckt den König. Er schlägt die Feinde in der Schlacht und kriegt seine Tochter zur Frau. Als sie aber sieht, dass sein Vater ein Schäfer ist, ist sie böse, lässt sich von ihm die Wunderdinge zeigen und ihn morgens in schlechter Kleidung wegführen. Er wandert und bettelt, kommt wieder zu der Höhle, da erstechen sich zwei im Streit um zwei Stiefel und ein Horn. Es sind Siebenmeilenstiefel, und wie er das Horn bläst, steht gleich eine Armee da. Er lässt die Stadt belagern, die Frau muss ihm die drei Dinge bringen, die ohne ihn sowieso ihre Kraft verloren haben. Dann wünscht er sich auf ein Schlachtfeld, hilft den Schwächeren, wird wieder Prinz und später König.

## Herkunft
Der Titel Die Räuberhöhle im Walde ist bei Wolf nicht mit einem Sternchen (*) versehen, was laut seiner Vorrede anzeigt, dass er selbst den Text ausarbeitete. Der Schäfersbub wandert „immer seiner Nase nach“, wie bei Grimm Das tapfere Schneiderlein. Wundergaben wie Siebenmeilenstiefel, unschlagbare Waffen und stets volle Börse gehen wohl zum Teil auf das Volksbuch Fortunatus zurück, vgl. Wolfs Die Prinzessin von Tiefenthal, Bechsteins Des kleinen Hirten Glückstraum, Grimms Der Ranzen, das Hütlein und das Hörnlein, Musäus’ Rolands Knappen. Den Verrat der Frau gibt es später auch in Jahns Wie aus einem Schweinehirten ein König ward. In vorliegender Version muss sie ihm die Dinge „nicht nackend und nicht bekleidet, nicht gegangen, nicht gefahren und nicht geritten“ wiederbringen und kommt in einem Fischnetz kriechend, wie Grimms Die kluge Bauerntochter.